# The Soft Parade
The Soft Parade je četrti studijski album skupine The Doors, izdan 18. julija 1969 pri založbi Elektra Records.

## Seznam skladb
| Stran 1 | Stran 1               | Stran 1           | Stran 1 |
| Št.     | Naslov                | Pisec             | Dolžina |
| ------- | --------------------- | ----------------- | ------- |
| 1.      | „Tell All the People‟ | Robby Krieger     | 3:21    |
| 2.      | „Touch Me‟            | Krieger           | 3:12    |
| 3.      | „Shaman's Blues‟      | Jim Morrison      | 4:49    |
| 4.      | „Do It‟               | Morrison, Krieger | 3:08    |
| 5.      | „Easy Ride‟           | Morrison          | 2:43    |

| Stran 2         | Stran 2           | Stran 2         | Stran 2 |
| Št.             | Naslov            | Pisec           | Dolžina |
| --------------- | ----------------- | --------------- | ------- |
| 1.              | „Wild Child‟      | Morrison        | 2:36    |
| 2.              | „Runnin' Blue‟    | Krieger         | 2:27    |
| 3.              | „Wishful Sinful‟  | Krieger         | 2:58    |
| 4.              | „The Soft Parade‟ | Morrison        | 8:36    |
| Skupna dolžina: | Skupna dolžina:   | Skupna dolžina: | 33:50   |

## Zasedba

### The Doors
- Jim Morrison – vokal
- Ray Manzarek – klavir, Hammond orgle
- Robby Krieger – vokal, kitara
- John Densmore – bobni

### Dodatni glasbeniki
- Harvey Brooks – bas kitara
- Doug Lubahn – bas kitara
- Paul Harris – orkestrske priredbe
- Curtis Army – saksofon
- George Bohanon – pozavna
- Champ Webb – angleški rog
- Jesse McReynolds – mandolina
- Reinol Andino – konge